# Greatest Flix
A Greatest Flix a brit Queen együttes 1981-es videóklip válogatása. Egyidőben jelent meg a Greatest Hits válogatásalbummal, míg az az együttes leghíresebb dalait tartalmazta, addig a Greatest Flix a leghíresebb klipeket, és az ugyancsak akkor megjelent Greatest Pix fotóalbum az együttesről készült fotókat szedte sorba. A Greatest Hits kiadványok minden országban más-más dalsorrenddel jelentek meg, de egyetlen olyan változata sem létezik az albumnak, amelynek a dalsorrendje megegyezik a Greatest Flix dalsorrendjével. A klipek mind eredetiek, egyetlen kivétel a Killer Queen filmje, ahhoz direkt erre a célra készítettek egy összevágott filmet.
1991-ben, a Greatest Flix II megjelenésével egyidőben kiadták a Box of Flix nevű díszdobozos gyűjteményt, ami négy bónusz klippel megtoldva tartalmazta a Greatest Flix I és II válogatásokat.

## Dalok
1. Killer Queen (rendező: Brian Grant)
2. Bohemian Rhapsody (rendező: Bruce Gowers)
3. You’re My Best Friend (rendező: Bruce Gowers)
4. Somebody to Love (rendező: Bruce Gowers)
5. Tie Your Mother Down (rendező: Bruce Gowers)
6. We Are the Champions (rendező: Derek Burbidge)
7. We Will Rock You (rendező: Rockflicks)
8. We Will Rock You (gyors verzió, élő)
9. Spread Your Wings (rendező: Rockflicks)
10. Bicycle Race (rendező: Denis de Vallance)
11. Fat Bottomed Girls (rendező: Dennis de Vallance)
12. Don’t Stop Me Now (rendező: J. Kliebenstein)
13. Love of My Life (rendező: Dennis de Vallance)
14. Crazy Little Thing Called Love (rendező: Dennis de Vallance)
15. Save Me (rendező: Keith McMillan)
16. Play the Game (rendező: Brian Grant)
17. Another One Bites the Dust (rendező: Daniella Green)
18. Flash’s Theme (rendező: Don Norman)